# Jean-Pierre Mohen
Jean-Pierre Mohen, né le 1er janvier 1944 à Arras et mort le 4 septembre 2021 à Paris, est un archéologue et préhistorien français, spécialiste des âges des métaux et du mégalithisme en Europe. Il a commencé sa carrière en 1969 au Musée d'Archéologie nationale de Saint-Germain-en-Laye, qu'il a dirigé de 1987 à 1992. Il a été le directeur du Laboratoire de recherche des musées de France, devenu sous sa direction le Centre de recherche et de restauration des musées de France. Il a ensuite dirigé le projet de rénovation du musée de l'Homme de 2008 à 2010, dans le contexte du transfert de ses collections ethnologiques vers le musée du Quai Branly.

## Formation
Jean-Pierre Mohen est né à Arras (Pas-de-Calais) et a vécu son enfance dans le Nord, à Douai.
Il a suivi une formation en histoire et en ethnographie à la faculté de Bordeaux. Il prépare ensuite sa thèse d'État à l'université Paris I Panthéon-Sorbonne, portant sur L’âge du Fer en Aquitaine, du VIIIe au IIIe siècle avant J-C, sous la direction du professeur André Leroi-Gourhan. Sa thèse est publiée en 1980 par les Mémoires de la Société préhistorique française. On y trouve déjà une attention très marquée envers la description précise et quantitative des éléments mobiliers.

## Carrière
Conservateur, puis directeur (à partir de 1987) du Musée d'Archéologie nationale de Saint-Germain-en-Laye, il dirige plusieurs expositions importantes au Grand Palais, notamment L’Or des Scythes (1975), Trésors des princes Celtes (1987), ou Les Vikings (1992).
Il prend la direction du Laboratoire de recherche des musées de France, devenu sous sa direction le Centre de recherche et de restauration des musées de France (palais du Louvre), de 1999 à 2005. Il devient ensuite directeur du Département du Patrimoine et des Collections du Musée du Quai-Branly.
Il s'implique enfin dans le projet de rénovation du musée de l'Homme, comme chargé du chantier de préfiguration, de 2008 à 2010. Il y promeut une vision esthétique des collections d'anthropologie et d'archéologie extra-européenne, ce qui conduit à d'importants débats théoriques sur les choix, dans le contexte du transfert des collections ethnologiques du musée vers le nouveau musée du Quai Branly.

## Travaux
Ses travaux les plus importants portent sur la métallurgie préhistorique, les rituels funéraires, les mégalithes, le développement de l'étude des matériaux du patrimoine, la relation art-sciences, et la constitution du nouveau Musée de l'Homme.

## Publications
Jean-Pierre Mohen est l'auteur d'une vingtaine d'ouvrages et de très nombreux articles scientifiques.

### Principaux ouvrages
- L’âge du bronze dans la région de Paris, éd. des Musées nationaux, Paris, 1977
- Le monde des mégalithes, éd. Casterman, Paris, 1989
- Métallurgie préhistorique : introduction à la paléométallurgie, éd. Masson, Paris, 1990
- Vous avez tous 400.000 ans, éd. Jean-Claude Lattès, Paris, 1991
- Les rites de l’au-delà, éd. Odile Jacob, Paris, 1995
- L'Art et la Science : L'esprit des chefs-d'œuvre, Paris, éd. Gallimard, coll. « Découvertes Gallimard / Sciences » (no 299), 1996, 160 p. (ISBN 978-2-07-059413-9)
- Les Mégalithes : Pierres de mémoire, Paris, éd. Gallimard, coll. « Découvertes Gallimard / Archéologie » (no 353), 1998, 176 p. (ISBN 978-2-07-053439-5)
- Avec Christiane Éluère, L'Europe à l'âge du bronze : Le temps des héros, Paris, éd. Gallimard, coll. « Découvertes Gallimard / Histoire » (no 378), 1999, 160 p. (ISBN 978-2-07-053333-6)
- Les sciences du patrimoine : identifier, conserver, restaurer, éd. Odile Jacob, Paris, 1999
- Les tumulus de Bougon : complexe mégalithique du Ve au IIIe millénaire, éd. Errance, Paris, 2002, avec Chris Scarre
- Arts et préhistoire : naissance mythique de l’humanité, éd. Terrail, Paris, 2002
- Cimetières autour du monde : un désir d’éternité, éd. Errance, Paris, 2003, avec Jean-Claude Garnier
- Le nouveau Musée de l’Homme, éd. Odile Jacob, Paris, 2004
- Arts et secrets d’humanité, éd. Calmann-Lévy, Paris, 2006, avec Didier Dubrana
- Au cœur de La Joconde : Léonard de Vinci décodé, éd. Gallimard/Musée du Louvre, Paris, 2006, avec Michel Menu et Bruno Mottin
- Les sociétés de la préhistoire, éd. Hachette supérieur, 2009, avec Yvette Taborin
- Pierres vives de la préhistoire : dolmens et menhirs, éd. Odile Jacob, Paris, 2009